# Sydne Rome
Sydne Rome (* 17. März 1951 in Akron, Ohio, Aussprache SID-ni ROHM) ist eine US-amerikanische Schauspielerin, die in den 1980er Jahren auch eine Vorreiterin der Aerobicwelle war.

## Leben
Rome wuchs in Upper Sandusky, Ohio, auf. Ihr Vater war Präsident einer Kunststofffabrik. Bereits mit 18 Jahren drehte sie ihren ersten Film. Kurz danach zog sie nach Italien, wo sie auch heute noch lebt. 1973 heiratete sie Emilio Lari. In den 1970er Jahren gehörten die Filme Schöner Gigolo, armer Gigolo, Reigen und Was? zu ihren bekanntesten Werken. Anfang der 1980er Jahre wurde Sydne Rome neben Jane Fonda zu einer Fitness-Ikone und brachte mehrere Videos zum Thema Aerobic auf den Markt. Seit ihrer Mitwirkung in der Serie Das Erbe der Guldenburgs (1987–90) war Sydne Rome auch häufig in deutschen Produktionen zu sehen.
Als Sängerin nahm sie 1980 in Italien die Single Angelo prepotente auf, die später auch auf Englisch als For You und auf Deutsch als Wozu veröffentlicht wurden. 1980 erschien auch ihr Sydne Rome betiteltes Debüt-Album, das eine Coverversion des Manfred-Mann-Hits Ha! Ha! Said the Clownn enthält. Die LP war ein kommerzieller Misserfolg. Ihr Aerobic-Programm fand 1983 ebenfalls den Weg auf Platte (Aerobic Fitness Dancing) und landete auf Platz eins der deutschen sowie Platz zwei der österreichischen Album-Charts und wurde in Deutschland mit einer Goldenen Schallplatte ausgezeichnet. Dazu erschienen auch ein passendes Buch und ein Video.
Rome ist seit 1987 in zweiter Ehe mit dem Medizin-Professor Roberto Bernabei verheiratet und lebt in Rom. Sie dreht vornehmlich Filme in Italien. Mittlerweile hat sie in über 50 Produktionen mitgewirkt.

## Filmografie (Auswahl)
- 1969: Friß oder stirb (Vivi o preferibilmente morti)
- 1969: Some Girls Do
- 1970: Ciao Gulliver
- 1972: Dein Wille geschehe, Amigo (Così sia)
- 1972: Was? (Che?)
- 1973: Reigen
- 1974: Mörder-Roulette (El clan de los inmorales)
- 1975: Bleib mir ja vom Leib (That Lucky Touch)
- 1975: Das ganz große Ding (La baby sitter)
- 1975: Umarmungen und andere Sachen
- 1976: Die verrückten Reichen (Folies bourgeoises)
- 1977: Il mostro
- 1977: Fetzig, frei und endlich high (Moi, fleur bleue)
- 1978: Speed Fever
- 1978: Schöner Gigolo, armer Gigolo
- 1980: Der Puma-Man (L’uomo puma)
- 1980: Looping
- 1986: Romanza Final
- 1987–1990: Das Erbe der Guldenburgs
- 1991: Die Hütte am See
- 1994: Tödliches Netz
- 1996: Beckmann und Markowski
- 1999: Terra de canons
- 2001–2022: Don Matteo
- 2001: Bernadette von Lourdes
- 2002: Ein Leben für den Frieden – Papst Johannes XXIII. (Papa Giovanni – Ioannes XXIII)
- 2003: Soraya
- 2004: Santa Rita
- 2005: Edda
- 2005: Petrus – Die wahre Geschichte
- 2013: Anna Karénina
- 2015: Poli opposti
- 2017: Birthday
- 2023: The Palace

## Diskografie

### Alben
- Sydne Rome (1980, Easy Records Italiana; deutsch: 1980, Strand)
- Aerobic Fitness Dancing (1983, Hansa)

### Singles & Eps
- La Fin Du Film (1976, Polydor)
- For You / Milky Way (1980, Strand)
- For You / Barefoot Blues (1980, Carrere)
- Wozu (1981, Strand)
- Angelo Prepotente (1981, Easy Records Italiana)
- Aerobic Fitness Dancing (1983, Hansa)
- Io Amo L’Amore (1984, Five)
- Sydne Rome (1986, Five)